# Rio Gura Voii
O Rio Gura Voii é um rio da Romênia, afluente do Geoagiu, localizado no distrito de Hunedoara.